# Louis Boone
Louis Antoine Jozef Marie Boone (Turnhout, 22 april 1883 - aldaar, 30 mei 1944) was een Belgisch advocaat en politicus voor het Katholiek Verbond van België.

## Levensloop
Boone promoveerde tot doctor in de rechten en werd advocaat. Hij trouwde met Marie-Louise Misonne (1883-1964) en ze kregen zes kinderen.
Hij werd gemeenteraadslid en schepen van de stad Turnhout. Tevens werd hij verkozen tot katholiek volksvertegenwoordiger voor het arrondissement Turnhout in 1921 en bekleedde het mandaat tot in 1925.
Hij was ook voorzitter van de katholieke kring Amicitia in Turnhout.